# Fotometrie (optică)
Pentru domeniul omonim din astronomie, vezi Fotometrie (astronomie).
Fotometria este domeniul din optică în care se studiază mărimi legate de lumină și de modul cum aceasta este percepută de ochiul uman.
Mărimile fundamentale utilizate în fotometrie sunt:
- flux de energie radiantă
- intensitate energetică
- iluminare energetică.

Fotometria lucrează cu două sisteme de mărimi:
- mărimi energetice: care caracterizează lumina din punctul de vedere al energiei transportate
- mărimi fotometrice: care caracterizează lumina din punctul de vedere al senzației luminoase pe care aceasta o generează.

Metodele de măsurare ale mărimilor cu care operează fotometria se împart în două categorii:
- metode subiective: când receptorul de radiații este ochiul uman;
- metode obiective: când se folosesc alți receptori fotosensibili (emulsii fotosensibile, fotoelemente, termoelemente etc.).

## Ochiul ca receptor de radiații luminoase

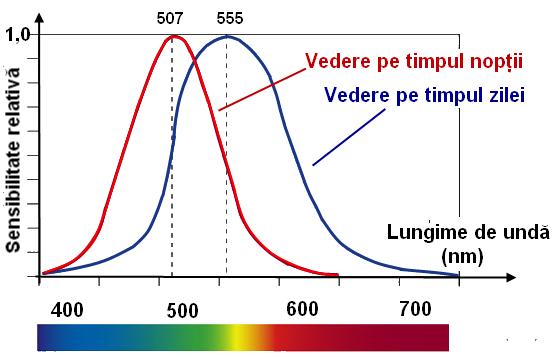
Curbele de sensibilitate ale ochiului uman

În fotometrie, folosind ochiul omenensc drept receptor de lumină, se măsoară efectele luminii și se încearcă exprimarea cantitativă a acestora.
O senzație luminoasă se poate percepe numai pentru un interval spectral limitat, și anume pentru radiații din domeniul situat aproximativ între 400 și 780 nm.
Energia radiantă în acest domeniu se numește radiație vizibilă sau lumină, în sensul obișnuit al cuvântului.
Senzația luminoasă depinde așadar de:
- valoarea fluxului de energie radiantă care cade pe retină;
- lungimea de undă a radiației recepționate.

Deci ochiul este un receptor care are sensibilitate diferită pentru diferite lungimi de undă din domeniul vizibil.
Pentru a caracteriza cantitativ dependența sensibilității ochiului în raport cu lungimea de undă, se introduce mărimea denumită sensibilitate spectrală relativă Vλ.
Dacă se iluminează o suprafață perfect difuzantă cu lumină verde cu λ= 555 nm, sursa de lumină având fluxul de energie radiantă constant {\displaystyle (\Phi _{e}^{\nu })} și se iluminează o altă suprafață, cu aceleași caracteristici ca și prima, cu o lumină de altă culoare, se constată că, pentru ca ochiului cele două suprafețe să pară la fel de luminoase este nevoie ca fluxul de energie radiantă al acestei surse {\displaystyle (\Phi _{e}^{\lambda })} să fie mai mare dect cel al sursei de lumină verde.
Deci ochiul este mai sensibil pentru lumina verde și devine din ce în ce mai puțin sensibil pentru lumina cu lungimi de undă aflate spre capătul spectrului vizibil, adică spre albastru și roșu.
Prin definiție, sensibilitatea spectrală relativă este:
{\displaystyle V_{\lambda }={\frac {\Phi _{e}^{\nu }}{\Phi _{e}^{\lambda }}}.}
Sensibilitatea spectrală relativă are valoarea unitară pentru lumina de 550 nm și scade la zero pentru extremitățile spectrului vizibil.
Curba de sensibilitate pentru domeniul nocturn este depasată spre violet.
Din punctul de vedere al valorii fluxului de energie radiantă, vederea umană se poate clasifica în:
- vedere transfotoptică: la fluxuri de energie radiantă foarte mari;
- vedere fotoptică (diurnă): la fluxuri de energie radiantă mari;
- vedere scotoptică (crepusculară): la fluxuri de energie radiantă mici;
- vedere transscotoptică: la fluxuri de energie radiantă foarte mici;